# دوردي لازوفيتش (لاعب كرة قدم)
دوردي لازوفيتش (بالصربية: Ђорђе Лазовић)‏ هو لاعب كرة قدم صربي في مركز حراسة المرمى، ولد في 16 نوفمبر 1992 في Ivanjica ‏ في صربيا. شارك مع منتخب صربيا تحت 21 سنة لكرة القدم. أما مع النوادي، فقد لعب مع سبارتاك سوبتيتسا ونادي أو إف كيه بيوغراد ونادي بروليتر نوفي ساد ونادي فويفودينا.

## وصلات خارجية
- دوردي لازوفيتش (لاعب كرة قدم) على موقع قاعدة بيانات كرة القدم.إي يو (الإنجليزية)
- دوردي لازوفيتش (لاعب كرة قدم) على موقع بيانات كرة القدم. دي إي (الألمانية)
- دوردي لازوفيتش (لاعب كرة قدم) على موقع Soccerbase.com (لاعب) (الإنجليزية)
- دوردي لازوفيتش (لاعب كرة قدم) على موقع Soccerway.com (الإنجليزية)
- دوردي لازوفيتش (لاعب كرة قدم) على موقع عالم كرة القدم.نت (الإنجليزية)